# Marokkanische Volleyballnationalmannschaft der Frauen
Die marokkanische Volleyballnationalmannschaft der Frauen ist die Auswahl marokkanischer Volleyballspielerinnen, welche die Fédération Royale Marocaine de Volley-Ball (FRMVB) auf internationaler Ebene, beispielsweise in Freundschaftsspielen gegen die Auswahlmannschaften anderer nationaler Verbände, aber auch bei internationalen Wettbewerben repräsentiert. 1959 trat der nationale Verband dem Weltverband Fédération Internationale de Volleyball (FIVB) bei. Im August 2012 wurde die Mannschaft auf Platz 112 der Weltrangliste geführt.

## Internationale Wettbewerbe

### Marokko bei Weltmeisterschaften
Die Mannschaft konnte sich bisher nicht für eine Weltmeisterschaft qualifizieren.

### Marokko bei Olympischen Spielen
Bisher gelang es der Mannschaft nicht, sich für die olympischen Wettbewerbe zu qualifizieren.

### Marokko bei Afrikameisterschaften
Die Mannschaft kann bisher vier Teilnahmen an der Afrikameisterschaft vorweisen:
| - 1976: 3. Platz - 1985: nicht qualifiziert - 1987: 2. Platz - 1989: nicht qualifiziert - 1991: nicht qualifiziert - 1993: nicht qualifiziert - 1995: nicht qualifiziert - 1997: nicht qualifiziert | - 1999: nicht qualifiziert - 2001: nicht qualifiziert - 2003: nicht qualifiziert - 2005: 6. Platz - 2007: nicht qualifiziert - 2009: 6. Platz - 2011: nicht qualifiziert |

### Marokko bei den Afrikaspielen
Marokkos Volleyballnationalmannschaft der Frauen nahm bisher nicht an den Wettbewerben der Afrikaspiele teil.

### Marokko beim World Cup
Marokko kann bisher keine Teilnahme am World Cup – dem Qualifikationsturnier für die Olympischen Spiele – vorweisen.

### Marokko beim World Grand Prix
Der World Grand Prix fand bisher ohne marokkanische Beteiligung statt.